# Ashley Hicks
Ashley Louis David Hicks (født 18. juli 1963 i Denmark Hill, London, England) er en britisk aristokrat, forfatter, indretningsarkitekt og møbeldesigner.

## I familie med kongehuset
Han er tiptipoldesøn af dronning Victoria af Storbritannien, og han er grandfætter til den britiske tronfølger Charles, prins af Wales. Hans mor er kusine til prinsgemalen Prins Philip, hertug af Edinburgh.
Ashley Hicks er gudsøn til Prins Philip, hertug af Edinburgh. 
Ashley Hicks har en (teoretisk) arveret til den britiske trone. I arvefølgen er han placeret lige efter sin mor og lige før sine børn. Han mistede sin arveret, da han giftede sig med en katolik i 1990, men han fik arveretten tilbage, da en ny tronfølgelov trådte i kraft i 2015.

## Forældre
Ashley Hicks er det mellemste barn og den eneste søn af Pamela Mountbatten Hicks (født 1929) og David Nightingale Hicks (1929–1998).

## Slægten Mountbatten af Burma
Ashley Hicks tilhører Mountbatten af Burma-grenen af Huset Battenberg.
Han er barnebarn (dattersøn) af krigshelten Louis Mountbatten, 1. jarl Mountbatten af Burma. Louis Mountbatten (1900–1979) var den sidste britiske vicekonge i Indien (februar–august 1947), og han var landets generalguvernør i august 1947–juni 1948.
Louis Mountbatten og nogle af hans familiemedlemmer blev myrdede af det provisoriske IRA, da de var på fisketur ud for Sligo på Irlands vestkyst den 27. august 1979. 
Louis Mountbatten var oldesøn af dronning Victoria af Storbritannien, og han var morbror til prinsgemalen Prins Philip, hertug af Edinburgh. Louis Mountbatten var kendt som mentor for tronfølgeren Charles, prins af Wales, der er prins Philips's ældste søn.

## Familie
Fra 1990 til 2009 var Ashley Hicks gift med den italiensk fødte Marina Allegra Federica Silvia Tondato (født 1960). Parret fik to døtre:
- Angelica Hicks (født 1992)
- Ambrosia Hicks (født 1997)

I 2015 til 2018 giftede Ashley Hicks sig med Katalina Sharkey de Solis (født 1981). Parret fik to søn:
- Caspian Hicks (født 2018)
- Horatio Hicks (født 2019)